# Таємний Санта

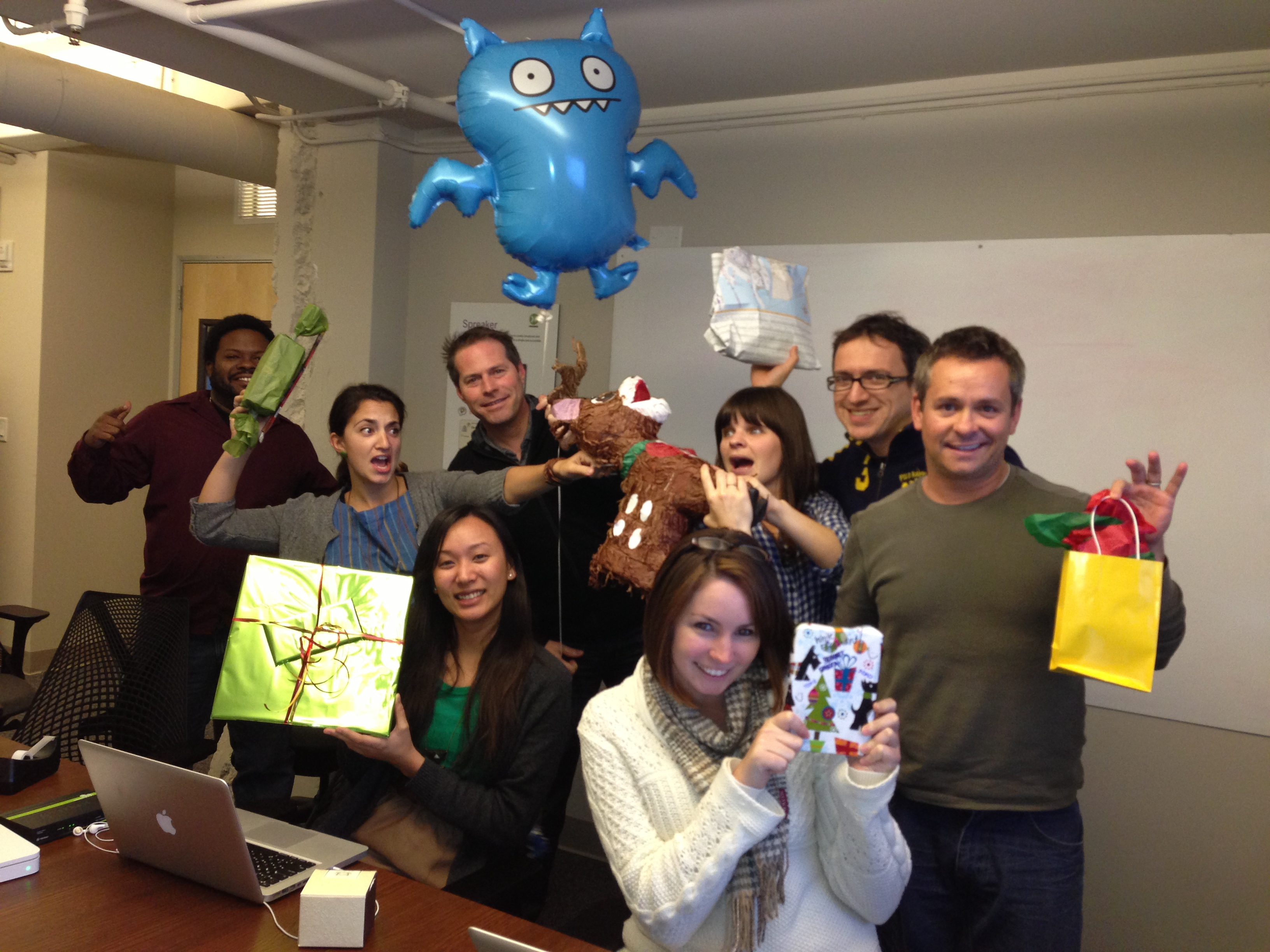
Група колег, що обмінялись подарунками

Таємний Санта або Секретний Санта (англ. Secret Santa), в Україні також Таємний Миколай — різдвяний анонімний обмін подарунками групою людей. Таємним Сантою називається як сам обмін, так і кожний з його учасників. Його часто проводять на роботі або у великих сім'ях.
Участь у цій святковій церемонії зазвичай добровільна.

## Опис
З наближенням Різдва згорнуті клаптики паперу з написаними на них іменами учасників кладуться в капелюх і кожен учасник тягне ім'я людини, якій він буде дарувати подарунок. Окрім імені учасники можуть також вказати короткий список бажаних подарунків. Часто заздалегідь обумовлюється максимальна сума, яку можна витратити на подарунок.
Призначається час і місце вручення подарунків. Всі приготовані подарунки з зазначеними на них іменами одержувачів (але не дарувальників) поміщають на стіл. Іноді подарунки дарують особисто, розкриваючи своє інкогніто.
Сучасні варіанти організації «Таємного Миколая» дають організаторам і учасникам можливість проводити жеребкування, складати списки бажаних подарунків і обмінюватися інформацією в онлайновому режимі. Існує декілька онлайн-генераторів Таємного Миколая, що підказують кожному учаснику групи, кому купити подарунок. Такий спосіб особливо корисний для груп, які не можуть зустрітися особисто, щоб витягти клаптик паперу з капелюха або миски.

## Варіанти назви
Ця церемонія відома під назвою Таємний Санта в США, Канаді і Великій Британії та під назвою Кріс Кіндл (англ. Kris Kindle) або Кріс Крінгл (англ. Kris Kringle) в деяких інших країнах Співдружності націй. Обидві назви вживаються також в Австралії та Новій Зеландії. Всі вони походять від традиційних персонажів, які роздають подарунки на Різдво. Американський варіант назви походить від Санта-Клауса, а Кріс Кіндл і Кріс Крінгл — спотворена форма імені німецького персонажа Christkind («Маленький Ісусик»). Іноді церемонію називають Полліанна (англ. Pollyanna) за однойменним романом. В Англії традиційний роздавальник подарунків — це Батько Різдво.
Бразильський аналог «Таємного Санти» називається «Таємний друг» (Amigo Secreto), а в Іспанії та іспаномовній Латинській Америці — «Невидимий друг» (Amigo Invisible).